# Cran-Gevrier
Cran-Gevrier este o comună în departamentul Haute-Savoie din sud-estul Franței. În 2009 avea o populație de 16.735 de locuitori.

## Evoluția populației
| An        | 1975   | 1982   | 1990   | 1999   | 2006   | 2009   |
| --------- | ------ | ------ | ------ | ------ | ------ | ------ |
| Populație | 12.384 | 14.388 | 15.566 | 16.464 | 16.811 | 16.735 |